# Henri Thomas
Henri Thomas (Anglemont, Vosgos, 7 de diciembre de 1912 - París, 3 de noviembre de 1993) fue un novelista y poeta francés.

## Trayectoria
Henri Thomas nació en 1912 y creció en Alsacia-Lorena. Se trasladó a París, ingresó en el centro Henri-IV, donde trabajó con Alain. Pero su carrera académica y la enseñanza se interrumpieron, cuando decidió dedicarse solo a escribir desde 1935. 
Fue influido inicialmente por intelectuales parisinos como André Gide y Jean Paulhan. Publicó su primera novela, Le seau a charbon, en 1940 por Gallimard, y allí aparecieron otras novelas, cuentos, diarios, poemas y ensayos durante cuarenta años. Tradujo En los acantilados de mármol, de Ernst Jünger, en 1939.
En los cuarenta hizo el servicio militar, se casó, escribió en un buen número de revistas y se divorció pronto. En 1945, Thomas colaboró con la BBC en Londres, y en esta ciudad vivió y trabajó diez años. Por entonces conoció a su segunda mujer y tuvo una hija con ella. En 1958, fue a los Estados Unidos, para enseñar por dos años en la Brandeis University.
Tras su regreso a Francia, en 1960, fue asesor literario así como traductor para Gallimard, pero realmente vivió entre París y Gran Bretaña. Es más, con la muerte de su mujer, en 1965, Thomas se refugió más bien en Inglaterra. Volvió a París en 1991 al sentir que su salud decrecía, y murió en esta ciudad en 1993.
Su poesía la escribió discretamente, pero corresponde a las exigencias profundas de su vida hacia la prosa (novela, cuento), que supusieron un modo de ahondar y diversificar la experiencia creadora, que en realidad no cambió se sentido en todas su trayectoria, aunque cambiara de forma.
Es un autor no muy considerado en la Universidad, pero sí alabado por André Gide, Paul Celan, Philippe Jaccottet, o Pierre Bergounioux.

## Obra
- Le seau a charbon (1940), novela
- Le precepteur (1942), novela
- La vie ensemble (1945), novela
- Les désertuers (1951), novela
- La nuit de Londres (1956), novela
- La cible, cuentos
- La dernière année (1960), novela
- Histoire de Pierrot, cuentos
- John Perkins (1960), novela
- Le promontoire, (1961), novela
- Le Perjure (1964), novela
- La Relique (1969), novela
- Sainte-Jeunesse, novela

- La chasse aux trésors, ensayo
- Sous le lien du temps, ensayo
- Tristan le dépossedé, ensayo

- Poésie (1970).

## Enlaces
- Henri Thomas

- Datos: Q640963